# Gundam Seed C.E.73 Stargazer
Mobile Suit Gundam Seed C.E.73 Stargazer (機動戦士ガンダムSEED C.E.73 STARGAZER, Kidō senshi Gandamu Shīdo Kozumikku Ira nana‑jū‑san Sutāgeizā), souvent abrégée en Gundam Seed C.E.73 Stargazer, est une série télévisée d'animation japonaise céée en 2006 par Sunrise et faisant partie de la saga Gundam, le premier projet d’X‑plosion Gundam Seed (ja).
Dérivée de la série Mobile Suit Gundam Seed Destiny (機動戦士ガンダムSEED DESTINY, Kidō senshi Gandamu Shīdo Desutinī), sortie en 2004, elle est constituée de trois épisodes d'une quinzaine de minutes chacun, diffusés pour la première fois du 14 juillet au 29 septembre 2006 sous forme d'ONA par Bandai Channel.

## Synopsis
Cette série issue de l’univers Gundam se déroule parallèlement à Mobile Suit Gundam Seed Destiny, en l'an 73 de l’Ère Cosmique, et se concentre sur de nouveaux personnages.
D'une part, des membres de l'organisation scientifique DSSD, neutre dans le conflit entre ZAFT et l'Alliance Terrienne, effectuant des recherches d'exploration de l'espace lointain depuis la station Troya aux abords de Mars afin d'étendre la colonisation spatiale ; de l'autre, des pilotes d'armure mobile du Phantom Pain, une unité officieuse de l'OMNI Enforcer terrien dirigée dans l'ombre par l'organisation anti‑Coordinateurs radicale Logos.

## Personnages

### DSSD(Deep Space Survey and Development Organization)
Selene McGriff (セレーネ・マクグリフ, Serēne Makugurifu)
La deutéragoniste féminine de l'histoire.
Coordinatrice de vingt‑huit ans, elle est ingénieure pour le DSSD ainsi que l'une des figures centrales du Projet Stargazer.
Edmond Du Clos (エドモンド・デュクロ, Edomondo Dyukuro)
Naturel de trente‑sept ans, il est directeur général adjoint de la sécurité au DSSD.
Dans le passé, il était un courageux commandant de peloton de chars de l’OMNI Enforcer de l'Alliance Terrienne, surnommé le « Commandant Démon légendaire ». À la fin de la Seconde Bataille de Jachin Due, il a pris sa retraite (en tant que major) et obtenu un emploi au DSSD.
Sa sœur aînée et son compagnon, tous deux ingénieurs du DSSD, sont morts durant la guerre : il a donc pris leur relève et élevé leur fils unique, Sol.
Sol Lyne Lange (ソル・リューネ・ランジュ, Soru Ryūne Ranju)
Un jeune garçon de seize ans, Coordinateur de première génération et pilote du GSX‑401FW Stargazer Gundam.
Il a perdu ses parents durant la première guerre entre ZAFT et l'Alliance Terrienne, et fut récupéré par son oncle maternel Edmond. Il perçoit Selene comme une sœur.
Bien qu'il ait grandi au sein du DSSD, il souffre des conflits entre les Naturels et les Coordinateurs chaque fois qu'il y pense.

### Phantom Pain/81eCorps Mobile Indépendant de l’OMNI Enforcer (Logos)
Sven Cal Bayang (スウェン・カル・バヤン, Sūwen Karu Bayan)
Le deutéragoniste masculin de l'histoire.
Il est le pilote Naturel du GAT‑X105E+AQM/E‑X09S Strike Noir Gundam.
Mudie Holcroft (ミューディー・ホルクロフト, Myūdī Horukurofuto)
La pilote Naturelle du GAT‑X1022 Blu Duel Gundam.
Shams Couza (シャムス・コーザ, Shamusu Kouza)
Le pilote Naturel du GAT‑X103AP Verde Buster Gundam.
Joaquín (ホアキン, Hoakin)
Un lieutenant-colonel du Phantom Pain.

### Autre
Reyes (レイエス, Reies)
Un sergent du 37e corps blindé de l’OMNI Enforcer, ancien subordonné d'Edmond Du Clos.
Il est mobilisé dans les États-Unis d'Amérique du Sud pour porter secours aux sinistrés du Monde Brisé à Fortaleza.

## Machines deMobile Suit Gundam Seed C.E.73 Stargazer

### Phantom Pain/ 81e Corps Mobile Indépendant de l’OMNI Enforcer (Logos)
Armures mobiles
- GAT‑X1022 Blu Duel Gundam
- GAT‑X103AP Verde Buster Gundam
- GAT‑X105E+AQM/E‑X09S Strike Noir Gundam
- GAT‑01A2R 105 Slaughter Dagger

Vaisseaux
- Bonaparte (Gundam Seed Destiny)
- Nana Buluku

### DSSD(Deep Space Survey and Development Organization)
Armures mobiles
- GSX‑401FW Stargazer Gundam
- UT‑1D Civilian Astray DSSD Custom

### ZAFT(Zodiac Alliance of Freedom Treaty)
Armures mobiles
- TMF/A‑802W2 Kerberos BuCUE Hound

### Autre
Armures mobiles
- ZGMF‑1017 GINN Insurgent Type

Autres
- Char d'assaut du 37e corps blindé de l’OMNI Enforcer

## Fiche technique
- Réalisation : Susumu Nishizawa
- Scénario : Shigeru Morita d'après les personnages de Hajime Yatate, Yoshiyuki Tomino
- Conception des personnages : Kenichi Ōnuki (ja)
- Conception des machines : Kunio Ōkawara, Kimitoshi Yamane (ja), B-CRAFT, Kenki Fujioka (ja)
- Directeur artistique : Shigemi Ikeda (ja)
- Couleurs : Akiko Shibata, Nagisa Abe
- Effets spéciaux : Shigeru Morita
- Photographie : Yui Tanaka
- Montage : Yukiko Nojiri (WINDS)
- Musique  : Megumi Ōhashi (ja)

- - Générique : STARGAZER 〜 Hoshi no tobira de Satori Negishi (fin)
- Direction sonore : Sadayoshi Fujino (ja)
- Bruitage : Mitsuru Kageyama (ja) (Fizz Sound Creation (ja))
- Production : Hirōmi Iketani (Sunrise), Yūko Souen (BANDAI VISUAL)
- Production musicale : Keiichi Nozaki (ja) (Victor Entertainment), Kanayo Saho ( éd. musicale Sunrise)
- Sociétés de production : Sunrise ;  Bandai Hobby, BANDAI VISUAL (co-production)

- Société de distribution: Bandai Channel
- Format : couleur -

- Genre : anime

- Nombre d'épisodes : 3

- Durée : 16 à 18 min.

- Dates de première diffusion : 14 juillet 2006 (Japon)

## Liste des épisodes
Les épisodes sont diffusées pour la première fois par Bandai Channel du 14 juillet au 29 septembre 2006.
Le DVD est sorti en novembre 2006 au Japon, compilant cet ONA et les deux courts métrages (RED FRAME et BLUE FRAME) de Mobile Suit Gundam Seed MSV Astray.

## Musique
La musique du générique de fermeture, STARGAZER 〜Hoshi no tobira (STARGAZER 〜星の扉), est composée par Masara Nishida (ja) (dit Masala Nishid.) et interprétée par Satori Negishi (根岸さとり, Negishi Satori).
| Titre                                                                                            | Artiste                                     |
| ------------------------------------------------------------------------------------------------ | ------------------------------------------- |
| STARGAZER 〜 Hoshi no tobira (STARGAZER 〜 星の扉) (litt. « Astronome 〜 la porte des étoiles ») | Satori Negishi (根岸さとり, Negishi Satori) |

## Commentaires
Le ton de Gundam Seed C.E.73 Stargazer est beaucoup plus sombre et tragique que ceux de Gundam Seed et Gundam Seed Destiny : la série met en scène de nouveaux personnages touchés par la tragédie du Monde Brisé.
L'histoire introduit également de nouvelles armures mobiles dont une unité civile, le GSX‑401FW Stargazer Gundam, conçue pour l'exploration spatiale.
L'intrigue de la série se croisant avec celles des deux précédentes, on peut également y apercevoir furtivement certains anciens personnages de Gundam Seed et Gundam Seed Destiny :
- Multa Azrel, de Blue Cosmos (Gundam Seed) ;
- Stellar Loussier, du Phantom Pain (Gundam Seed Destiny) ;
- Sting Oakley, idem que la précédente ;
- et indirectement Neo Roanoke, idem que les deux précédents.